# Lisa Hrdina

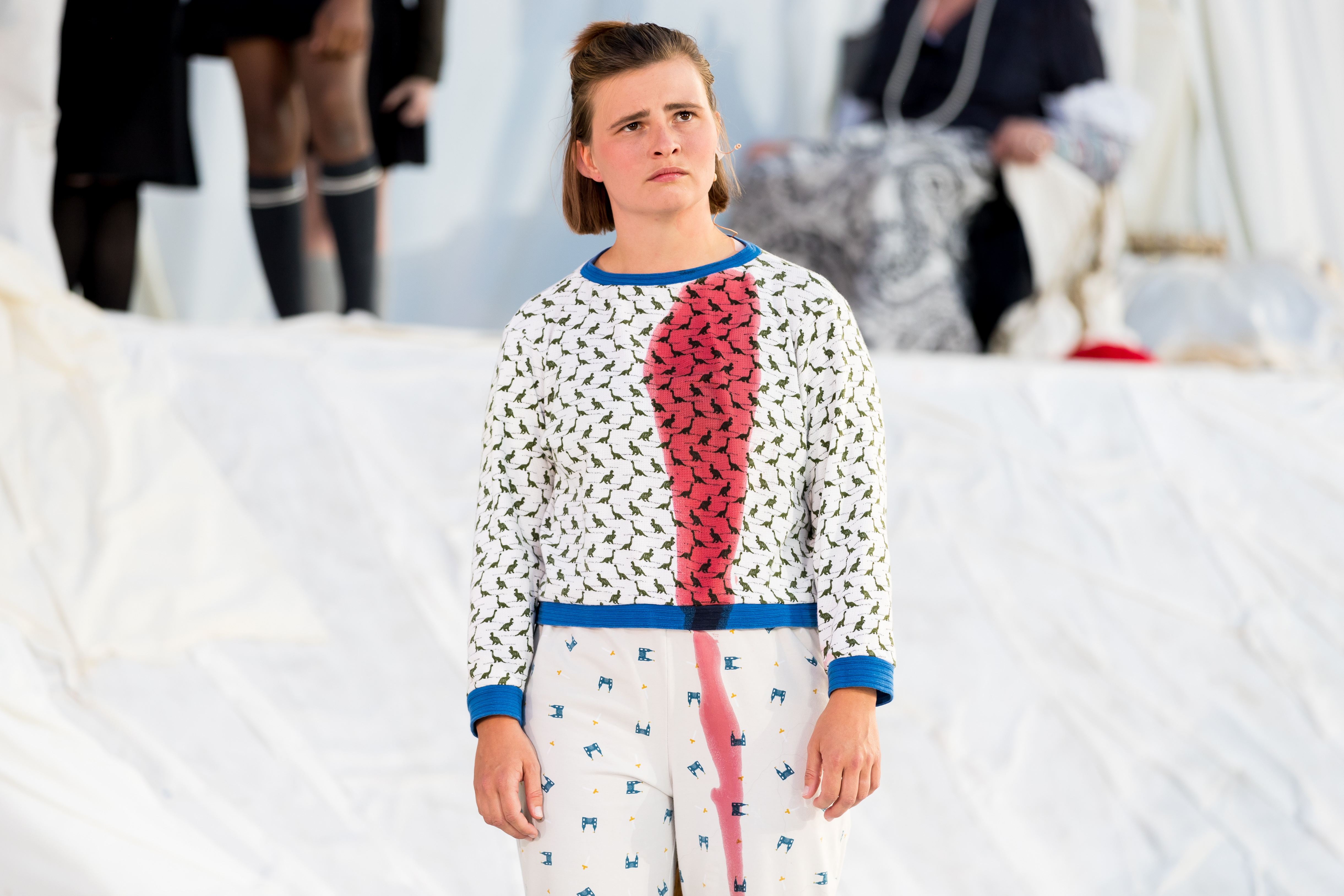
Lisa Hrdina 2019 bei den Nibelungenfestspielen als Ortlieb

Lisa Hrdina (* 17. Juli 1989 in Berlin) ist eine deutsche Schauspielerin sowie Hörspiel- und Hörbuchsprecherin.

## Leben
Erste Erfahrungen sammelte Lisa Hrdina in verschiedenen Jugendtheatergruppen u. a. am Deutschen Theater Berlin und der Volksbühne am Rosa-Luxemburg-Platz. Ihr Abitur legte sie 2008 an der 11. Schule Treptow-Köpenick in Berlin ab. Im selben Jahr war sie in der Fernsehserie Die Stein als Antonia zu sehen. Von 2010 bis 2014 studierte sie an der Universität der Künste Berlin Schauspiel. Von 2014 bis 2023 war sie festes Ensemblemitglied des Deutschen Theaters Berlin. 2014 und 2016 wurde sie von der Theater heute zur Nachwuchsschauspielerin des Jahres nominiert. 2019 gewann sie den Mario-Adorf-Preis für die Rolle des Ortlieb (Sohn Kriemhilds und Etzels im Nibelungenlied) in der Uraufführung Überwältigung im Rahmen der Nibelungenfestspiele Worms.

## Filmografie (Auswahl)
- 2008: Die Stein (Fernsehserie, drei Folgen)
- 2009: Die Gräfin (The Countess)
- 2013: Woodcock
- 2016: Tempel (Fernsehserie, eine Folge)
- 2017: Tod einer Kadettin (TV-Film | 2016–2017 | Drama | Deutschland)
- 2017: Sechs auf einen Streich – Der Schweinehirt (TV-Film | Märchen | Deutschland)
- 2018: Kruso (TV-Film | Drama | Deutschland)
- 2019: Alle reden übers Wetter (AT) (Spielfilm | 2019 | Deutschland)
- 2019: Tatort: Das Leben nach dem Tod (TV-Film | Krimi | Deutschland)
- 2021: Requiem für einen Freund (TV-Film | Krimi | Deutschland | Joachim Vernau)
- 2021: Brigitte Reimann besteigt den Mont Ventoux! (Theater-Film | Deutschland)
- 2021: Ein starkes Team: Gute Besserung (TV-Reihe)
- 2021: Der große Fake – Die Wirecard Story (TV-Film)
- 2021: Schneller als die Angst (Thriller-Serie, ARD)
- 2023: SOKO Leipzig (Fernsehserie, Folge Hör mir zu)
- 2023: Die Heiland – Wir sind Anwalt (Fernsehserie, Folge Das Testament)
- 2023: Clashing Differences (Miniserie, ZDF)
- 2024: In Liebe, Eure Hilde (Kinofilm, Berlinale-Wettbewerb 2024)
- 2024: Letzte Spur Berlin (Fernsehserie; Folge Die Jäger)

## Theater (Auswahl)
- 2009: Du hast mir die Pfanne versaut, du Spiegelei des Terrors, Regie: René Pollesch, Volksbühne Berlin
- 2009: Ein Chor irrt sich gewaltig, Regie: René Pollesch, Volksbühne Berlin
- 2013: Burn Baby Burn, Regie: Fabian Gerhardt, Deutsches Theater Berlin
- 2013: In der Republik des Glücks, Regie: Rafael Sanchez, Deutsches Theater Berlin
- 2014: Der Kirschgarten, Regie: Thorsten Lensing, Sophiensäle Berlin
- 2014: Wassa Schelesnowa, Regie: Stephan Kimmig, Deutsches Theater Berlin
- 2014: Tabula rasa – Gruppentanz und Klassenkampf, Regie: Tom Kühnel, Jürgen Kuttner, Deutsches Theater Berlin
- 2014: Die Frau vom Meer, Regie: Stephan Kimmig, Deutsches Theater Berlin
- 2015: Romeo und Julia, Regie: Christopher Rüping, Deutsches Theater Berlin
- 2015: Jede Stadt braucht ihren Helden, Regie: Daniela Löffner, Deutsches Theater Berlin
- 2015: Archiv der Erschöpfung, Regie: Friederike Heller, Deutsches Theater Berlin
- 2015: TERROR von Ferdinand von Schirach, Regie: Hasko Weber, Deutsches Theater Berlin
- 2015: Väter und Söhne, Regie: Daniela Löffner, Deutsches Theater Berlin
- 2016: Hiob, Regie: Anne Lenk, Deutsches Theater Berlin
- 2017: Der Hauptmann von Köpenick, Regie: Jan Bosse, Deutsches Theater Berlin
- 2017: Das Fest, Regie: Anne Lenk, Deutsches Theater Berlin
- 2018: Antigone, Regie: Lilja Rupprecht, Deutsches Theater Berlin
- 2019: Der Menschenfeind, Regie: Anne Lenk, Deutsches Theater Berlin
- 2019: Überwältigung, Regie: Lilja Rupprecht, Nibelungenfestspiele Worms
- 2019: Der kleine König Dezember, Regie: Anne Bader, Deutsches Theater Berlin
- 2021: Brigitte Reimann besteigt den Mont Ventoux! (Ballhaus Ost | Berlin)
- 2021: Gaia googelt nicht, Deutsches Theater (Berlin)

## Hörspiele / Hörbücher (Auswahl)
- 2010: Mark Ravenhill: Gemeinschaftskunde/Citizenship, Regie: Gerd Wameling (DKultur)
- 2012: Christian Hussel: Die Rubine des Berbers, Regie: Wolfgang Rindfleisch (DKultur)
- 2012: Judith Stadlin/Michael van Orsouw: Buus Halt Waterloo, Regie: Regine Ahrem, Judith Stadlin (RBB)
- 2013: Oliver Bukowski: Primetime, Regie: Alexander Schuhmacher (DKultur)
- 2014: Michel Decar: Jonas Jagow, Regie: Michel Decar (DKultur)
- 2014: Joy Markert: Der Mendelssohnriss, Regie: Alexander Schuhmacher (DKultur)
- 2014: Hans Block: Don Don Don Quijote Attackéee (nach Miguel de Cervantes), Regie: Hans Block (DLF mit Schauspielschule „Ernst Busch Berlin“)
- 2014: Irmgard Maenner: Lichtbogen, Regie: Judith Lorentz (DKultur)
- 2014: Erich Maria Remarque: Im Westen nichts Neues, Regie: Christiane Ohaus (RB)
- 2015: Honoré de Balzac: Eugénie Grandet, Regie: Marguerite Gateau (DLR)
- 2015: Ferdinand Beneke: Die Geschichte meines Lebens: Die Tagebücher Ferdinand Benekes, Regie: Charlotte Drews-Bernstein (RB/MDR)
- 2015: Honoré de Balzac: Eugénie Grandet – Regie: Marguerite Gateau (Hörspiel – DKultur) -Leerzeilen, typo
- 2016: Susanne Amatosero: Portrait of the artist as a young bitch, Regie: Susanne Amatosero (NDR)
- 2018: Juli Zeh: Unterleuten – Regie: Judith Lorentz (NDR/rbb)
- 2018: Sebastian Fitzek/Johanna Steiner: Der Augensammler (Hörspiel, Audible exklusiv, Alina Gregoriev 1)
- 2019: Giulia Becker: Das Leben ist eines der Härtesten, Lübbe Audio
- 2019: Sibylle Berg: GRM, Argon Verlag GmbH
- 2019: Sebastian Fitzek/Johanna Steiner: Der Augenjäger. Ein Audible Original Hörspiel (Alina Gregoriev 2)
- 2021: Lucy Foley: Sommernacht, der Hörverlag, ISBN 978-3-8445-4095-6 (unter anderem gemeinsam mit Tanja Fornaro, Björn Schalla & Steffen Groth)
- 2022: Merle Kröger: Die Experten –  Hörspielserie in 5 Folgen, Regie: Judith Lorentz, Bearbeitung: Katrin Zipse (Deutschlandfunk Kultur/NDR)
- 2022: Sibylle Berg: RCE, Argon Verlag, ISBN 978-3-8398-1969-2 (Hörbuch, #RemoteCodeExecution. Roman, mit Torben Kessler)
- 2023: Lisa Roy: Keine gute Geschichte, Der Audio Verlag, ISBN 978-3-7424-2671-0 (Hörbuch)
- 2024: Charlotte Gneuß: Gittersee, Argon Verlag, ISBN 978-3-7324-7401-1 (Hörbuch)
- 2024: Sophia Fritz: Toxische Weiblichkeit, Der Audio Verlag, (Hörbuch)
- 2025: Sabine Ballbach, Sonja Cöster und Lena Gouverneur: Kyllroth. Tödliche Heimkehr 1917, (Hörspiel - WDR)[5]